# 석불역
석불역(石佛驛, Seokbul station)은 경기도 양평군 지평면 망미리에 위치한 중앙선의 철도역이다.
하루 4회(상·하행 각 2회)의 무궁화호 열차가 정차하던 역이었으나, 2011년 10월 5일부터 여객 취급이 중지 되었다. 중앙선 복선 전철화로 궤도와 역사 모두 2012년 8월 16일에 옮겨졌지만, 역 시설이 제대로 갖춰질 때까지 여객 취급은 계속 하지 않다가 2013년 12월 28일에 다시 여객 취급을 재개했다.
구 역사는 역 입구 길을 따라 들어가면 곧바로 역 구내로 들어갈 수 있었으며, 역사의 정문으로 나가기 어려웠다. 구 역사는 대로에서 벗어난 곳에 위치해 있었다. 그러나 현재 양평군에서는 사용할 계획이 없어 그대로 방치되어 있으며, 이설 이후 구 역사는 역명판을 뜯어내고 선로까지 철거되었다.

## 역명 유래
섬부리(=석불)라 하며 돌부처가 서있어 붙여진 명칭이라고 한다.

## 역사
- 1967년 9월 19일 : 석불역사 신축 준공
- 1967년 11월 15일 : 보통역으로 영업개시[1]
- 2001년 9월 8일 : 신호장으로 변경(관리역:지평역)
- 2005년 4월 1일 : 역무원 철수로 무인신호장으로 운용
- 2008년 4월 1일 : 역원무배치간이역으로 변경[2]
- 2011년 10월 5일 : 일반열차 통과
- 2012년 8월 16일 : 역사이전
- 2012년 9월 25일 : 중앙선 용문-서원주 간 복선전철 개통
- 2013년 12월 28일 : 여객 취급 재개
- 2020년 3월 2일 : 누리로 운행 개시
- 2022년 11월 5일 : ITX-새마을 정차 개시

## 역 구조
승강장은 2면 2선의 상대식 승강장을 갖추고 있다.

### 승강장
| ↑ 지평 |
| \| １  |
| 일신 ↓ |

| 1 | 중앙선 | ITX-새마을 무궁화호 | 원주·안동 방면   |
| 2 | 중앙선 | ITX-새마을 무궁화호 | 양평·청량리 방면 |

## 사진

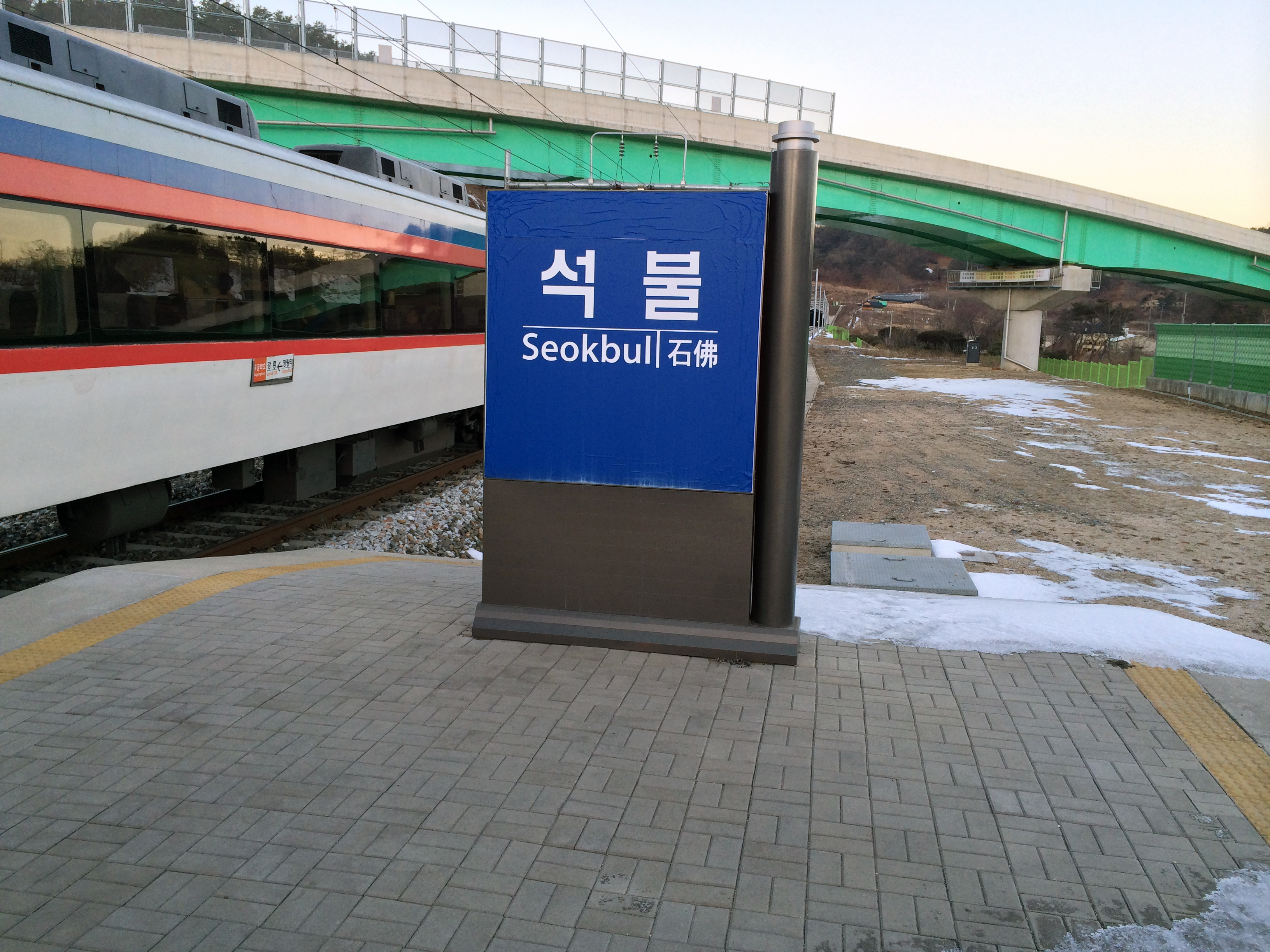
승강장 끝 역명판
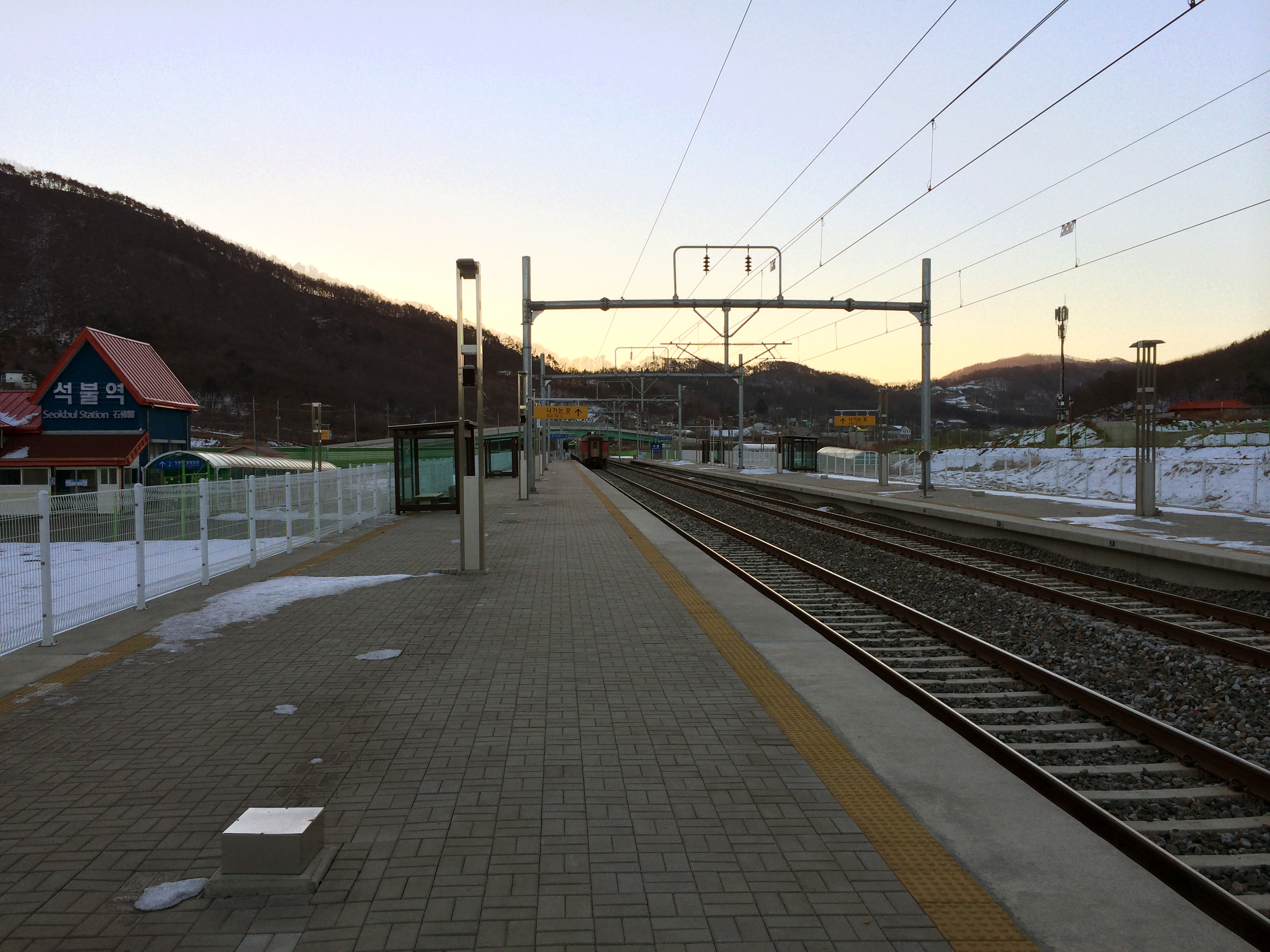
승강장
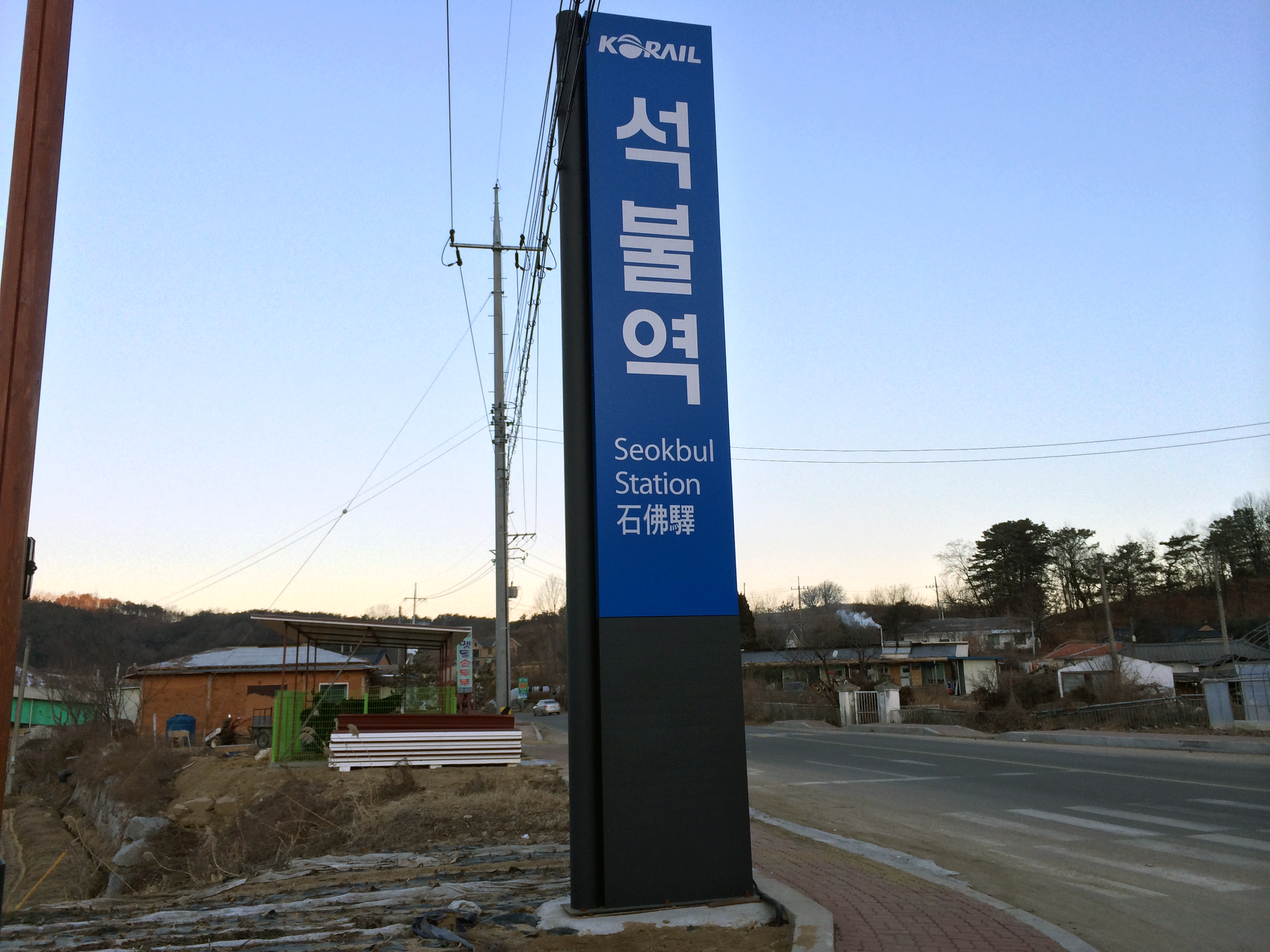
폴사인
구 석불역사
구 석불역사 (광장 쪽)
구 역사 전경 (선로 쪽)
구 역명판

## 인접한 역
| 중앙선           | 중앙선            | 중앙선         |
| ---------------- | ----------------- | -------------- |
| 지평 청량리 방면 | ITX-새마을 중앙선 | 일신 안동 방면 |
| 지평 청량리 방면 | 무궁화 태백선     | 일신 동해 방면 |